# Жоао Алмеида
Жоао Педро Гонсалвеш Алмеида (порт. João Pedro Gonçalves Almeida; 5. август 1998) португалски је бициклиста који тренутно вози за UCI ворлд тур тим УАЕ тим емирејтс ХРГ. Два пута је освојио првенство Португалије у вожњи на хронометар, док је по једном освојио Тур де Полоње, Тур де Луксембург, првенство Португалије у друмској вожњи, класификацију за најбољег младог возача на Ђиро д’Италији, Вуелту ал Паис Баско, Тур де Романди и Тур де Свис. Ђиро д’Италију је завршио једном на трећем мјесту у генералном пласману и остварио је једну етапну побједу, док је Тур де Франс једном завршио на четвртом мјесту, а Вуелта а Еспању на петом.

## Каријера
Јуниорску каријеру почео је 2013. док је 2017. са 19 година, потписао први уговор са континенталним тимом Уневро. Године 2018. прешао је у амерички развојни тим Хаген берман аксеон и исте године је освојио Лијеж—Бастоњ—Лијеж за возаче до 23 године, док је бејби Ђиро завршио на другом мјесту. Године 2020. освојио је првенство Португалије за возаче до 23 године и у друмској и у вожњи на хронометар, док је Тур оф Јута трку завршио на четвртом мјесту, уз освојену класификацију за најбољег младог возача.
Године 2020. прешао је у Декунинк—Квик-степ. Завршио је Вуелта а Бургос трку на трећем мјесту, након чега је Тур де’л Ен завршио на седмом мјесту, уз освојену класификацију за најбољег младог возача. У октобру, возио је на Ђиро д’Италију, која је била помјерена због пандемије ковида 19, чиме је са 22 године дебитовао на некој гранд тур трци. На трећој етапи преузео је розе мајицу, поставши тако трећи португалски возач који је у неком тренутку био лидер једне гранд тур трке. Мајицу је изгубио на етапи 17 и завршио је Ђиро на четвртом мјесту. Године 2021. завршио је УАЕ тур на трећем мјесту, након чега је освојио Тур де Полоње уз двије етапне побједе и спринт класификацију, као и Тур де Луксембург, уз освојену класификацију за најбољег младог возача и класификацију по поенима. На Ђиро д’Италији био је лидер тима, заједно са Ремком Евенепулом и завршио је на шестом мјесту, након чега је освојио првенство Португалије у вожњи на хронометар.
Године 2022. прешао је у УАЕ тим емирејтс. На почетку сезоне, завршио је УАЕ тур на петом мјесту, док је трку освојио његов сувозач — Тадеј Погачар. Вуелта а Бургос трку завршио је на другом мјесту, након чега је завршио Вуелта а Каталуњу на трећем и Париз—Ницу на осмом мјесту. На Ђиру, био је лидер тима, али је морао да напусти трку након етапе 17, док је био на четвртом мјесту у генералном пласману, због корона вируса. У јулу, освојио је првенство Португалије у друмској вожњи, док је у вожњи на хронометар завршио на трећем мјесту, након чега је био лидер тима на Вуелта а Еспањи. Завршио је на петом мјесту, док је његов сувозач — Хуан Ајусо, завршио на трећем мјесту. Године 2023. завршио је Тирено—Адријатико на другом и Вуелта а Каталуњу на трећем мјесту, након чега је у мају возио Ђиро д’Италију, гдје је завршио на трећем мјесту у генералном пласману, уз освојену класификацију за најбољег младог возача и једну етапну побједу. У јуну је освојио првенство Португалије у вожњи на хронометар по други пут.